# Graphium androcles
Graphium androcles — дневная бабочка из рода Графиум, семейства Парусники. Видовое название дано в честь персонажа древнегреческой мифологии — Андрокла.

## Описание
Размах крыльев 80—120 мм. Самки относительно крупнее самцов. Окраска чёрно-коричневая и белая. У оснований крыльев цвет крыльев жёлто-зелёный. Тёмное поле переднего крыла с двумя тонкими светлыми полосами, доходит до его середины. Окраска задних крыльев светлая. Задние крылья оканчиваются очень длинными «хвостиками», которые являются самыми длинными среди всех представителей семейства Парусники.
Тело чёрного цвета, брюшко со светлыми боками.

## Ареал
Сулавеси, Филиппины, Южная Азия